# Demetra Raven
Pour les articles homonymes, voir Raven.
Demetra Raven, née le 15 mai 1991 à Los Angeles (Californie), est une actrice américaine.

## Biographie
Née deux mois avant terme, elle doit demeurer à l’hôpital trois mois, en raison d’une malformation cardiaque, avant d’être déclarée hors de danger.
Elle commence très tôt à s’intéresser au théâtre et a l’occasion de jouer dans plusieurs pièces mises en place par son école – un collège privé à Los Angeles. A l’âge de onze ans, elle obtient son premier vrai rôle professionnel avec The Buffalo Knights Theatre Company, en figurant dans son spectacle « J.B. », produit par Brian Kite. Demetra Raven poursuit ensuite avec la télévision : elle apparaît le temps d’un épisode dans les séries Boomtown (2002), Une famille du tonnerre et Buffy contre les vampires (2003). Elle s’est si bien entendue avec Joss Whedon, producteur de Buffy, qu’il lui offre plus tard un petit rôle dans son nouveau film Serenity (2005) adapté de la série Firefly. Les premiers pas de Demetra Raven sur le grand écran se font dans le thriller Fallacy (2004).
Demetra Raven poursuit sa scolarité en Californie, parallèlement à sa carrière d’actrice.

## Filmographie

### Cinéma
- 2005 : Serenity
- 2004 : Fallacy

### Télévision
- 2003 : Buffy contre les vampires
- 2003 : Une famille du tonnerre
- 2002 : Boomtown

### Spectacle
- 2002 : J.B.